# 亅
갈고리궐(갈고리亅)은 한자 부수의 하나. 갈고리라는 뜻을 가지고 있다. 한자의 제자원리를 뜻하는 육서 중의 상형자로서 갈고리의 모양을 본따 만들었다. 실생활에서 쓰이는 한자는 아니며 한자를 부수로써 분류할 때에만 쓰인다.

## 亅부
| 자획 | 글자           |
| ---- | -------------- |
| 0    | 亅             |
| 1 획 | 了             |
| 2 획 | 亇             |
| 3 획 | 予             |
| 5 획 | 争（簡軆）     |
| 7 획 | 亊（韓文簡軆） |
| 8 획 | 事             |

## 문헌
- Fazzioli, Edoardo. 《Chinese calligraphy : from pictograph to ideogram : the history of 214 essential Chinese/Japanese characters》. calligraphy by Rebecca Hon Ko. New York: Abbeville Press. ISBN 0-89659-774-1.
- Leyi Li: “Tracing the Roots of Chinese Characters: 500 Cases”. Beijing 1993, ISBN 978-7-5619-0204-2